# Jack Kodell
Jack Kodell (născut John Edward Kodelka; n. 4 noiembrie 1927, Mankato⁠(d), Minnesota, SUA – d. 17 mai 2012, Orlando, Florida, SUA) a fost un iluzionist american.

## Biografie
Născut în orașul Mankato⁠(d) din Minnesota, el a fost încurajat de tatăl său să „facă ceva diferit”. Până la vârsta de nouă ani a învățat să piloteze un avion utilitar de mici dimensiuni Taylor Cub⁠(d), iar la 13 ani a devenit campionul cursei cu vehicule nemotorizate propulsate cu ajutorul gravitației Soap Box Derby⁠(d). În timp ce era țintuit la pat cu febră reumatică în adolescență, a învățat trucuri cu cărți de joc⁠(d) și, după ce s-a mutat cu părinții săi la Chicago, a început să frecventeze magazinele cu articole de magie⁠(d) și să învețe noi trucuri. L-a văzut pe prestidigitatorul⁠(d) Bill Baird făcând trucuri cu bile de biliard⁠(d) și a învățat el însuși unele trucuri cu papagali sau peruși⁠(d) vii, inventând ideea de „manipulare a păsărilor”.
Și-a dezvoltat în timp actul artistic, a început să folosească numele de scenă Jack Kodell și, în 1947, a câștigat un premiu pentru cel mai original iluzionist la Convenția Internațională de Magie de la Chicago, unde faimosul iluzionist Harry Blackstone Sr.⁠(d) l-a lăudat spunând: „Acest băiat a revoluționat magia.". Kodell a început să apară pe scena cazinoului și hotelului El Rancho⁠(d) din Las Vegas, devenind primul iluzionist care a realizat spectacole în oraș. A efectuat turnee în întreaga lume și a călătorit frecvent în Marea Britanie, unde a întâlnit-o pe artista muzicală engleză Mary Naylor⁠(d); cei doi s-au căsătorit în 1953. În acel moment, Kodell își prezenta trucurile de magie într-un spectacol pe gheață⁠(d) la Empress Hall, Earl's Court⁠(d).
El a continuat să susțină reprezentanții în întreaga lume și a fost cap de afiș al spectacolele de magie din 14 țări. Pe lângă faptul că părea să facă să apară mici păsări vii între degetele lui, el a realizat spectacole și cu păsări mai mari, cum ar fi porumbeii și papagalii Ara⁠(d), iar la sfârșitul spectacolului, când ieșea de pe scenă, până la 50 de porumbei veneau în zbor din spatele scenei pentru a-l însoți.  El a fost menționat ca artistul care a avut o influență majoră asupra iluzionistului David Copperfield.
S-a retras din activitatea artistică în 1962, la vârsta de 34 de ani, și a înființat o companie numită Incentive Travel, care a transformat navele de croazieră în spații de divertisment, prin construirea pe podelele sălilor de bal a unor scene potrivite pentru producții mari de teatru muzical.
În 1995 Kodell a primit premiul pentru spectacole de magie (Performing Fellowship) al Academy of Magical Arts⁠(d). În 1997 s-a mutat, împreună cu soția sa, în orașul Orlando din Florida, unde a murit în 2012, la vârsta de 84 de ani.